# 第一小提琴
第一小提琴，是管弦乐团中的声部之一。在管弦乐团中，小提琴声部分分为两组：第一小提琴和第二小提琴。第一小提琴负责乐曲主音部分，一般位于舞台的左前方。
第一小提琴的首席是弦乐组首席，同时也是乐团首席，他负责整个乐队的音准和调音。
第一小提琴也指室内乐（特别是弦乐四重奏）中的第一小提琴，一般负责主旋律。